# Disticha Catonis
I Disticha Catonis ("Distici di Catone"), noti anche come Dicta Catonis ("Detti di Catone"), sono una collezione in quattro libri di sentenze e proverbi, espressi ognuno in forma di un distico di esametri.

## Struttura
La silloge comprende un breve prologo in prosa di 4 righe, 57 sentenze monostiche e 144 distici divisi in quattro libri, che, secondo la numerazione tradizionale, ne contengono rispettivamente 40, 31, 24 e 49. 1 Il titolo Disticha risale a Erasmo da Rotterdam ed è presente anche nella traduzione greca di Massimo Planude.
L'opera fu assemblata nel III o IV secolo; l'autore è ignoto. Tramontata da fine Ottocento l'ipotesi di Dionisio Catone, autore altrimenti ignoto, oggi pare preferibile un’altra ipotesi, ovvero che, nella mentalità tardoantica e medievale, l’autore Cato assumesse le caratteristiche di modello perfetto a livello gnomico.

## Fortuna
I Disticha Catonis sono menzionati da Geoffrey Chaucer ne I racconti di Canterbury, e in particolare ne Il racconto del mugnaio:
I Disticha Catonis, infatti, erano comunemente noti come "Catone": nel Medioevo si pensava che fossero stati scritti da Catone il Censore, o addirittura da Catone Uticense. Si riteneva che Catone il Censore avesse incluso nel suo Carmen de moribus alcune parti in poesia, ma in seguito queste parti furono riconosciute come interpolazioni. Infine l'umanista Giulio Cesare Scaligero attribuì l'opera a un altrimenti ignoto Dionisio Catone, sulla base di un manoscritto in seguito andato perduto.
Nel 1513 Erasmo da Rotterdam pubblicò, come detto, un'edizione dei Disticha Catonis da lui rivista e commentata, mentre Mathurin Cordier tradusse i Disticha Catonis in francese e li commentò con riferimenti ad altri autori classici, ricevendo, a sua volta, numerose traduzioni in spagnolo. Tra le traduzioni in inglese si segnala quella di John Kingston del 1584. Benjamin Franklin probabilmente studiò i Disticha Catonis presso la Boston Latin School; citò infatti "Catone" nell'Almanacco del Povero Richard, e credette nel loro valore morale con tanto fervore da adoperarsi per farne stampare nelle Tredici colonie una traduzione inglese curata da James Logan intitolata Cato's Moral Distichs Englished in Couplets (1735).

## Edizioni
- Disticha Catonis, recensuit et apparatu critico instruxit Marcus Boas. Opus post Marci Boas mortem edendum curavit Henricus Johannes Botschuyver, Amstelodami, North-Holland Publishing Company, 1952.
- A. Balbo, Distici di Catone, in E. Lelli (a cura di), Proverbi, sentenze e massime di saggezza in Grecia e a Roma, Milano, Bompiani, 2021, pp. 710-727 (testo latino con traduzione a fronte), 1714-1738 (introduzione e commento).